# Маликов, Кубанычбек Иманалиевич
Кубанычбек Иманалиевич Маликов (кирг. Кубанычбек Иманали уулу Малик; 3 [16] сентября 1911, Уч-Эмчек, Семиреченская область — 9 декабря 1978, Фрунзе) — киргизский советский поэт и драматург. Заслуженный деятель искусств Киргизской ССР, народный поэт Киргизской ССР. Лауреат Государственной премии Киргизской ССР им. Токтогула (1978).

## Биография
Родился 3 сентября 1911 года в селе Уч-Эмчек (ныне — Ысык-Атинский район Чуйской области) в бедной крестьянской семье.
В 1931 году окончил 1-й Киргизский педагогический техникум. Член ВКП(б) с 1940. В 1946—1949 годах работал в журнале «Советтик Кыргызстан».

## Творчество
Первые произведения Маликова были опубликованы в 1928 году. Отдельным изданием его стихи впервые вышли в 1933 году (сборник «Кубанычбектин ырлары» (Стихи Кубанычбека)). В 1949—1952 годах из-под его пера вышли поэмы «Дружба и любовь» и «Кадыр-аке». В 1954—1966 вышли поэтические сборники Маликова «Избранные произведения», «Огни в горах», «Молодость», «Орто-Токой», «Думы о будущем», «Голос со скалы» и др.
Маликов внёс большой вклад в развитие киргизского театра. С 1930-х годов он писал пьесы, среди которых выделяются «Бийик жерде» (На высокой земле), «Жүрөк толкуйт» (Сердце бьётся), «Девушки с одной улицы», «Осмонкул». Ему также принадлежит либретто опер «Айчурек», «Манас» и «Токтогул».
Кубанычбек Иманалиевич перевёл на киргизский язык ряд произведений А. С. Пушкина, М. Ю. Лермонтова, Н. А. Некрасова и Т. Г. Шевченко, В. В. Маяковского.
Скончался 9 декабря 1978 года в городе Фрунзе.

## Издания на русском языке
- Избранное. — Фрунзе, 1955.

## Награды
- Орден «Знак Почёта» (1 октября 1971)
- Орден «Знак Почёта» (7 июня 1939) — за выдающиеся заслуги в деле развития киргизского театрального искусства
- Орден Ленина (1 ноября 1958)
- Орден Трудового Красного Знамени
- Орден «Знак Почёта»
- Медаль «За доблестный труд в Великой Отечественной войне 1941—1945 гг.»[1]